# Соколов Малополски
Соко̀лов Малопо̀лски или Соколув Малополски (на полски: Sokołów Małopolski) е град в Югоизточна Полша, Подкарпатско войводство, Жешовски окръг. Административен център е на градско-селската Соколовска община. Заема площ от 15,54 км2.

## Население
Според данни от полската Централна статистическа служба, към 1 януари 2014 г. населението на града възлиза на 4 040 души. Гъстотата е 260 души/км2.